# Pachycephalopsis poliosoma
Pachycephalopsis poliosoma là một loài chim trong họ Petroicidae.